# Ceratogyrus darlingi
Ceratogyrus darlingi is een spinnensoort uit de familie van de vogelspinnen (Theraphosidae). De diersoort komt voor in Zimbabwe.
De wetenschappelijke naam van de soort werd in 1897 gepubliceerd door Reginald Innes Pocock.